# Bonaventura Conill i Montobbio
Bonaventura Conill i Montobbio   (Barcelona, 30 d'agost de 1875 - Barcelona, 1946) fou un arquitecte modernista català.

## Biografia
Era fill de Bonaventura Conill i Taulina, advocat natural de Barcelona, i de Roser Montobbio i Renart, primera muller seva. Els seus avis Bonaventura Conill i Parés i Marianna Taulina i Garriga eren originaris de Lloret de Mar. Deixeble d'Antoni Gaudi, va estudiar a l'Escola d'Arquitectura de Barcelona, on es va llicenciar el 1893, i desenvolupà la seva activitat principal abans del 1910. Destaca la construcció de l'estació de Vallvidrera-Superior del funicular de Vallvidrera, en col·laboració amb Arnau Calvet i Peyronill. També són obra seva alguns dels panteons modernistes del Cementiri de Lloret de Mar, molts dels quals foren encarregats per indians. També va fer l'edifici de l'escorxador, en l'actualitat equipament juvenil, i la capella del Santíssim de l'església parroquial de Lloret de Mar, destruïda durant la guerra civil espanyola, i la façana de la casa de la vila d'Hostalric.
Va col·laborar com a il·lustrador al ¡Cu-Cut!. Fou enterrat al Cementiri del Poblenou (Dep. II, tomba 100).

## Obres

### Barcelona
| Any  | Nom                             | Ubicació                                                                            | Descripció | Estat    | Foto                            |
| ---- | ------------------------------- | ----------------------------------------------------------------------------------- | --- | -------- | ------------------------------- |
| 1905 | Estació de Vallvidrera-Superior | c/Queralt 20 41° 24′ 50.99″ N, 2° 06′ 20.65″ E / 41.4141639°N,2.1057361°E           | Senzilla construcció on destaquen les obertures de perfils sinuosos segons fórmules pròpies del modernisme català amb l'ornamentació dels coronaments amb cintes i medallons ceràmics, acabats de marcat caràcter centreuropeu. | Correcte | Estació de Vallvidrera-Superior |
| 1905 | Edifici d'habitatges            | Ctra./Església, 2 41° 24′ 48.8″ N, 2° 06′ 16.1″ E / 41.413556°N,2.104472°E          | Edifici entre mitgeres de planta semisoterrani, baixa, pis i àtic, que s'enclou dins la tradició de segona residència de principi de segle. Modernista basat en motius decoratius centroeuropeus (Sezession) d'esgrafiats i ceràmiques. La barana del balcó principal de l'edifici ha estat substituïda. La façana principal es compon d'un eix de simetria en la cantonada del carrer, i es basteix amb un sòcol de pedra natural, paraments estucats lliscats blancs i potent coronament calat, motius decoratius a les finestres a tall de guardapols ceràmics i acabat amb esgrafiats de petites garlandes. | Regular  | Edifici d'habitatges            |
| 1906 | Edifici religiós                | Carrer de la Nena Casas, 37-47 41° 23′ 43″ N, 2° 07′ 49″ E / 41.395390°N,2.130322°E | L'edificació actual, situada al mig d'un extens terreny enjardinat, és el resultat de l'ampliació d'un edifici anterior. La majoria d'elements usats són de llenguatge modernista (tant per les formes com per l'ús dels materials, com el maó vist, els elements vidriats, l'estuc...). En sobresurt la torre-mirador, amb una complicada solució de coberta i la fusteria i les vidrieres de les obertures principals. | Regular  |                                 |

### Lloret de Mar
| Any  | Nom                          | Ubicació                                        | Descripció | Estat   |
| ---- | ---------------------------- | ----------------------------------------------- | --- | ------- |
| 1926 | El Puntet (antic escorxador) | Av. Vidreres, 58 41° 42' 18.6" N 2° 50' 33.2" E | Edifici que consta de quatre cossos encaixats, amb finestres estretes i verticals, i el terç inferior de la façana folrat de pedra vista. Inaugurat l'any 1931, aquest edifici al començament acollí el servei d'escorxador municipal, que fins aleshores havia estat ubicat al barri de Venècia, a primera línia de mar. Clausurat aquest servei l'1 de juliol de 1984, durant anys l'edifici fou conegut com a antic escorxador o “matadero”, fins que després d'una remodelació, el 8 d'abril de 1995, s'inaugurava altre cop l'edifici com a equipament juvenil. | Molt bo |